# Shrek
Shrek és una pel·lícula animada en 3D de l'any 2001 dirigida per Andrew Adamson i Vicky Jenson, el guió de la qual es basa en un llibre de William Steig. Ha estat doblada al català.

## Argument
Shrek és un ogre que no fa gaire bona olor, viu en un pantà i és molt gelós de la seva intimitat. Un dia veu la seva llar envaïda -sobtadament- per un grup de personatges de contes de fades, que han estat desallotjats per un malvat i baixíssim príncep (Lord Farquaad). Ell va amb Ase al castell de Lord Farquaad, on aquest fa un tracte amb Shrek: ha de buscar la princesa Fiona a canvi del seu pantà. Així doncs, Shrek va acompanyat per un ase parlant -anomenat Ase- i es dirigeix al castell on es troba captiva la princesa Fiona, lloc que és custodiat per una dragona que llança foc. Shrek té grans aventures durant el salvament de l'esmentada princesa Fiona i finalment, s'adona en trobar l'amistat sincera de l'Ase i l'amor en la princesa Fiona, que el món no és tan dolent com creia.

## Anàlisi
La pel·lícula és una paròdia dels contes de fades, dels quals adopta l'esquema fonamental. Així doncs, la majoria de personatges són propis dels contes de fades però adopten un paper diferent, per augmentar el to humorístic general. Per exemple, la Fiona -la princesa encantada- té com a forma veritable la d'ogressa i no la de dona, i a més, la Princesa Fiona adopta un paper agressiu, a diferència de les altres dames i princeses del conte de fades. La relació entre l'Shrek i l'Ase és pròpia de les parelles dels llibres d'aventures, on un dels membres encarna el sentit comú i l'altre, el cantó més divertit (seria l'equivalent del graciós o bufó del teatre clàssic).

## Banda sonora
La música de Shrek va ser composta per Harry Gregson-Williams. Tot i això, a la pel·lícula es van incloure temes vocals de diferents artistes. Els esmentats temes són:
1. Stay Home - Self
2. I'm a Believer - Smash Mouth
3. Like Wow! - Leslie Carter
4. It Is You (I Have Loved) - Dana Glover
5. Best Years Of Our Lives - Baha Men
6. Bad Reputation - Halfcocked
7. My Beloved Monster - Eels
8. You Belong To Me - Jason Wade
9. All Star - Smash Mouth
10. Hallelujah - John Cale
11. I'm on My Way - The Proclaimers
12. I'm a Believer (Reprise) - Eddie Murphy

## Premis
Els principals premis i nominacions que va rebre la pel·lícula van ser:
- Oscar a la millor pel·lícula d'animació.
- BAFTA al millor guió adaptat.
- BAFTA Childrens a la millor pel·lícula d'animació.

## Nominacions
- Oscar al millor guió adaptat.
- BAFTA a la millor pel·lícula.
- BAFTA al millor actor secundari per Eddie Murphy (veu del Ruc).
- BAFTA al millor so.
- BAFTA als millors efectes visuals.
- Premi Anthony Asquith a la millor música per Harry Gregson-Williams i John Powell.
- Globus d'Or a la millor pel·lícula musical o còmica.
- Palma d'Or al Festival Internacional de Cinema de Canes.
- Premi del públic al Festival Internacional de Cinema de Karlovy Vary.
- People's Choice a la pel·lícula preferida.
- AFI a la pel·lícula de l'any.
- Bodil a la millor pel·lícula estatunidenca.
- Grammy a la millor banda sonora.

## Doblatge al català
Els actors i les actrius que van posar veu als personatges en català van ser:
- Luis Posada: Shrek
- Eduard Farelo: Ruc
- Núria Mediavilla: Princesa Fiona
- Joan Carles Gustems: Lord Farquaad
- Daniel García: Monsieur Hood
- Josep Maria Mas: Capità de la guàrdia
- Emili Freixas: Geppetto
- Aleix Estadella: Pinotxo / Home de gingebre
- Marta Martorell: Propietària del ruc
- Miquel Bonet: Ratolí cec
- Joaquim Sota: Ratolí cec